# William Crake
William Parry Crake, quelquefois dénommé William Parry, né le 11 février 1852 à Madras et mort le 1er décembre 1921 à Londres, est un footballeur anglais. Il remporte la première coupe d’Angleterre en 1872 avec le Wanderers Football Club.

## Biographie
William Crake naît à Madras en Inde britannique. Il est envoyé en Angleterre pour étudier et suit sa scolarité à Harrow School entre 1866 et 1870. À Harrow il est membre de l’équipe de football et de celle de cricket.
Le 2 avril 1881, Crake épouse Emily Noble Chase à Madras. Le couple a deux fils : Ralph Hamilton Crake (1882–1952) et Eric Hamilton Crake (1886–1948),
À la fin des années 1870, Crake retourne en Inde où il exerce l’activité de marchand. Après sa retraite en 1892, il revient en Angleterre et s’établit dans Norfolk Crescent près de Hyde Park où il décède le 1er décembre 1921 à l’âge de 69 ans.

### Carrière dans le football
William Crake joue au football pour divers clubs, Barnes Club, Harrow Chequers avant de rejoindre le Wanderers Football Club après avoir été coopté dans le club par Edward Ernest Bowen alors enseignant à Harrow School. Il occupe le poste d’attaquant. Il est décrit dans le Football Annual de 1873 comme un « très bon dribbleur, lent mais efficace et très utile sur son aile ». Il fait ses débuts pour les Wanderers le 5 janvier 1870 contre Crystal Palace.
En mars 1870, Crake est sélectionné par Charles Alcock pour disputer la première rencontre internationale de football entre l’Angleterre et l’Écosse. Ce match n’est pas officiel fait que Crake ne peut être considéré comme ayant une sélection en équipe d'Angleterre de football. Il rejoue ensuite dans le match organisé en novembre 1870 puis dans celui de février 1871 (il est alors listé comme membre du Barnes Club)  et enfin dans celui de novembre 1871 (où il apparait comme membre du Harrow Chequers).
En 1871–1872, les Wanderers se qualifient pour la finale de la toute première coupe d’Angleterre contre le Royal Engineers Association Football Club. Crake est un des huit attaquants des Wanderers présents sur le terrain. Les Wanders s’imposent sur un but de Morton Betts .
Crake continue de jouer pour les Wanderers jusqu’en 1874 mais sans jouer la finale de l’année suivante. Il dispute au total 23 rencontres pour 3 buts marqués.

### Carrière en cricket
William Crake est aussi un bon joueur de cricket. Il joue pour plusieurs clubs dont le Marylebone Cricket Club et le Free Forresters . En 1868, à l’âge de 16 ans, il joue pour le Marylebone CC contre sa propre école.

## Palmarès
Wanderers FC
- Vainqueur de la Coupe d'Angleterre en 1872